# Ehsan Hadadi
Ehsan Haddadi (em persa: احسان حدادی, Teerão, 20 de janeiro de 1985) é um atleta iraniano tri-campeão asiático de lançamento do disco. Seleccionado para representar a equipa da Ásia na Taça do Mundo de Atletismo nas edições de 2006 e 2010, obteve o segundo e o terceiro lugares respectivamente.
O seu recorde pessoal, 69.32 m, foi obtido em Tallinn no ano de 2008.